# Херонімо де Мендоса Ґалавіс
Херонімо Гутьєррес де Мендоса Ґалавіс (ісп. Jerónimo Gutiérrez de Mendoza Galavís; 11 лютого 1773 — 17 вересня 1839) — південноамериканський державний діяч, член Президії, створеної Радою міністрів, щоб прийняти відставку генерала Урданети й запросити на пост президента генерала Кайседо.

## Біографія
Здобув юридичну освіту, після чого обіймав адміністративні в судах Санта-Фе-де-Боготи й Гірона, а також був суддею в Велесі й радником у Боготі.
Брав участь у революційних подіях 1810 року та підписав Акт проголошення незалежності Колумбії. Займав державні пости в республіканському уряді. Після відновлення іспанської влади був ув'язнений. Був звільнений після визволення Колумбії Боліваром. Після того працював у казначействі, Рахунковій палаті, Конгресі. 1830 року був обраний депутатом від Боготи до Адміністративного конгресу.
Наприкінці квітня 1831 року генерала Урданету було усунуто від влади, після чого уряд ухвалив рішення про створення Президії. Завданням тієї Президії була підготовка до офіційної передачі влади президенту Домінго Кайседо. Окрім Мендоси до складу Президії увійшли Хосе Мігель Пей і Хуан Гарсія дель Ріо. Передача влади відбулась 2 травня того ж року.